# Santos Cerdán
Santos Cerdán León, né le 4 mai 1969 à Milagro, est un homme politique espagnol membre du Parti socialiste ouvrier espagnol (PSOE).
Secrétaire à l'Organisation du Parti socialiste de Navarre-PSOE (PSN-PSOE) entre 2011 et 2017, il suit Pedro Sánchez dans sa reconquête du secrétariat général en 2017. Après la victoire de celui-ci, il intègre la nouvelle direction fédérale du parti et est ensuite élu député de Navarre au Congrès des députés. Il devient secrétaire à l'Organisation du PSOE en juillet 2021. Accusé de corruption, il démissionne de ses fonctions et quitte le PSOE en juin 2025.

## Biographie

### Formation et profession
Santos Cerdán suit une formation de technicien supérieur en électronique industrielle par la voie de la formation professionnelle. Il travaille ensuite comme technicien de maintenance pour les entreprises Iberfruta, filiale du groupe Helios (es), et Bonduelle.

### Parcours en Navarre
Cerdán intègre le PSOE en 1999 et concourt sur la liste socialiste lors des élections municipales du mois de juin à Milagro. Alors que le PSN-PSOE obtient la majorité absolue au conseil municipal, il est nommé adjoint au maire. Il est élu président de la mancomunidad des déchets solides de la Ribera Alta l'année suivante et reste en poste jusqu'en 2004. Il intègre cette même dernière année la commission exécutive régionale du Parti socialiste de Navarre-PSOE, direction du parti.
Il conduit la liste socialiste lors des élections locales de mai 2007 et mai 2011 mais s'incline à chaque fois devant la liste présentée par l'Union du peuple navarrais (UPN). Il occupe alors les fonctions de porte-parole du groupe des élus du PSN-PSOE.
Lors des élections parlementaires navarraises de mai 2011, il postule en 17e position sur la liste conduite par Roberto Jiménez dans la circonscription de Navarre. Le PSN-PSOE ne remporte que neuf mandats et Cerdán n'est pas élu. Il devient par ailleurs secrétaire à l'Organisation du PSN-PSOE à la fin de l'année 2011, alors que Roberto Jiménez en est le secrétaire général. Cerdán conserve cette fonction après l'élection de María Chivite comme secrétaire générale en décembre 2014.
Il fait son entrée au Parlement de Navarre en février 2014 en raison de la démission de Román Felones, parlementaire depuis 35 ans et qui prend la tête du Conseil social de l'université publique de Navarre. Membre des commissions de la Présidence, de la Justice et de l'Intérieur, de la Culture, du Tourisme et des Relations institutionnelles et des Politiques sociales, il devient porte-parole parlementaire en janvier 2015. Dans l'optique des élections navarraises de mai 2015, Chivite le choisit pour être le deuxième sur sa liste profondément renouvelée. Réélu, il quitte ses fonctions de porte-parole au profit de Chivite mais devient son adjoint. Membre de la commission du Règlement et de celle du Régime foral, il est porte-parole du PSN-PSOE à la commission du Développement rural, de l'Administration locale et de l'Environnement.

### Membre de la direction fédérale
Dans le cadre du 39e congrès du PSOE, il fait partie des cadres intermédiaires du parti qui demandent à Pedro Sánchez, secrétaire général déchu, de se présenter à nouveau. Après que Sánchez a accepté de se porter candidat, Santos Cerdán parcourt l'Espagne afin de recueillir les parrainages des militants. Il crée la surprise lorsqu'il dépose au siège de Ferraz à Madrid près de 57 000 soutiens, soit seulement 5 000 de moins que sa principale concurrente, Susana Díaz, soutenue par l'appareil du parti. Après la victoire de Sánchez, celui-ci informe Santos qu'il compte le nommer dans sa prochaine direction à un poste qui requiert sa présence dans la capitale espagnole. Alors qu'il est pressenti pour devenir secrétaire à l'Organisation, Cerdán est choisi comme secrétaire exécutif à la Coordination territoriale, sous les ordres directs du nouveau secrétaire à l'Organisation José Luis Ábalos,. Il abandonne ses fonctions au PSN-PSOE qui échoient à Ramón Alzórriz et son mandat parlementaire qui revient à Conchi Ruiz. Une fois devenu chef de l'exécutif national, Pedro Sánchez le charge des relations entre le gouvernement et le parti.

### Député au Congrès
Après que Sánchez a convoqué des élections législatives anticipées pour avril 2019, Santos Cerdán a la mission de confectionner les listes des candidats et de communiquer aux fédérations n'étant pas parvenues à un accord avec la direction fédérale les changements opérés par le comité fédéral,. Il est lui-même investi tête de liste dans la circonscription électorale de Navarre. Sa liste se classe en deuxième position derrière celle de Navarra Suma (NA+) et remporte deux des cinq sièges en jeu. Membre de la députation provinciale du Congrès des députés, il est président de la commission mixte des relations avec le Tribunal des comptes. Il remplit les mêmes fonctions après les élections générales de novembre 2019 au cours desquelles il ne remporte plus qu'un seul mandat.

### Numéro trois du parti
Le 10 juillet 2021, Pedro Sánchez annonce un important remaniement ministériel à l'occasion duquel Raquel Sánchez est nommée ministre des Transports, des Mobilités et des Programmes urbains en remplacement de José Luis Ábalos, également secrétaire à l'Organisation du PSOE. Alors que les raisons de son éviction restent floues, Ábalos annonce sa démission du secrétariat à l'Organisation deux jours plus tard. Santos Cerdán est immédiatement choisi pour lui succéder comme numéro trois du parti. Il est également chargé d'organiser avec Adriana Lastra le 40e congrès du parti devant se dérouler à Valence en octobre suivant.

### Démission pour accusation de corruption
Mis en cause dans une affaire de corruption, Santos Cerdán annonce le 12 juin 2025 sa démission de la direction du PSOE et de son mandat de député. Plus tôt dans la journée, un juge du Tribunal suprême avait révélé qu'un rapport d'enquête de la Garde civile dévoilait l'existence « d'indices concordants » concernant la possible participation de Santos Cerdán à un système organisé de trafic d'influence concernant l'attribution de marchés publics du ministère des Transports en échange de commissions illégales, avec l'ex-ministre José Luis Ábalos.